# Woodsia glabella
Woodsia glabella is een kleine rotsvaren uit de familie Woodsiaceae. Het is de kleinste van de Woodsia-soorten. Het is een zeldzaam varentje met een circumboreale verspreiding dat vooral te vinden is in bergachtige gebieden.

## Naamgeving en etymologie
- Synoniemen: Woodsia alpina (Bolton) Gray var. glabella (R. Brown ex Richardson) D. C. Eaton, W. hyperborea (Liljeblad) R. Brown ex Richardson var. glabella (Richardson) Watt
- Engels: Smooth cliff fern
- Frans: Woodsie glabre

Het geslacht Woodsia werd vernoemd naar de Britse botanicus Joseph Woods (1776-1864). De soortaanduiding glabella is afgeleid van de Latijnse glaber (haarloos).

## Kenmerken
Woodsia glabella is een overblijvende, kruidachtige plant met een losse bundel van kleine blaadjes op een kort, opgericht rizoom. De blaadjes zijn eenvormig, tot 10 cm lang en 2 cm breed, lijn- tot lijnlancetvormig, onbehaard en lichtgroen, slechts eenmaal geveerd. Langs weerszijden van de bladspil zitten paarsgewijs 7 tot 9 paar ongesteelde, veerspletige tot veerdelige bladslipjes met ten hoogste 3 paar lobjes, de onderste paren gereduceerd, de bovenste dikwijls over de volledige breedte met de bladspil verbonden. De bladrand is gaaf of gezaagd en dikwijls naar beneden omgekruld.
De bladsteel is slechts een derde van de lengte van de bladschijf, lichtgroen to strogeel gekleurd, met breed lancetvormige schubben aan de basis en hogerop volledig kaal, en twee ronde tot langwerpige vaatbundels. De stelen breken af op halve hoogte, en de resten van de oude bladstelen blijven zichtbaar op het rizoom.
De sporenhoopjes zijn klein en rond liggen langs de rand van de bladslippen. Ze zijn voorzien van kleine, onopvallende, membraanachtige dekvliesjes. De sporen zijn rijp in de late zomer.

## Habitat & verspreiding
Woodsia glabella prefereert vochtige, schaduwrijke plaatsen op kalkrijke bodem, zoals rotsspleten in kalksteenkliffen.
Het varentje komt wereldwijd voor in koude en gematigde streken van het noordelijk halfrond, bij voorkeur in bergachtige streken.
In Europa is de plant te vinden van Scandinavië tot aan de Pyreneeën, zij het vrij zeldzaam tot zeldzaam.
Daarbuiten vooral in de Verenigde Staten rond de Grote Meren, in Alaska, op Groenland en in de Himalaya.

## Verwante en gelijkende soorten
Woodsia glabella heeft nog enkele nauwe verwanten met een vergelijkbare habitatkeuze. Het is de kleinste van alle Woodsia's. Woodsia alpina is eveneens een soort van kalkgesteente, maar is over het algemeen groter en meer behaard en beschubd, en heeft een bruine tot purperen bladsteel.
Verder is dit varentje door zijn grootte en bladvorm met geen enkel ander te verwarren.

## Zeldzaamheid en bescherming
- Verenigde Staten: 'Bedreigd' tot 'In gevaar'[1]

... · 
W. alpina · 
W. glabella · 
W. ilvensis (Roestbruine wimpervaren) · 
...